# 瓊斯鎮區 (阿肯色州斯通縣)
瓊斯鎮區（英語：Jones Township）是位於美國阿肯色州斯通縣的一個行政鎮區。

## 地方資料
瓊斯鎮區的面積為28.53平方千米，當中陸地面積為28.01平方千米，而水域面積為0.52平方千米。根據2010年美國人口普查的數據，當地共有人口67人，而人口密度為每平方千米2.35人。